# Total Energies Raffinerie Mitteldeutschland
Die Total Energies Raffinerie Mitteldeutschland in Leuna wurde nach dem Mauerfall von Elf Aquitaine gebaut und versorgt in Sachsen-Anhalt, Sachsen und Thüringen etwa 1.300 Tankstellen. Außerdem ist sie Deutschlands größter Hersteller von Methanol. Mit einem jährlichen Umsatz von 6 Mrd. Euro (2018) ist die Raffinerie das umsatzstärkste Unternehmen in Sachsen-Anhalt.
Sie steht auf dem Gelände der Leunawerke mit dem Betreiber Infraleuna und wird über die Mineralölverbundleitung Schwedt versorgt.
Vor der Umbenennung 2021 hieß sie Total Raffinerie Mitteldeutschland, Eigenschreibweise ist TotalEnergies Raffinerie Mitteldeutschland ohne Leerzeichen.

## Geschichte

### DDR
Die Raffinerie steht in den Leuna-Werken im südlichen Sachsen-Anhalt. Zu DDR-Zeiten lagen diese im Bezirk Halle. Bereits vor 1945 war die Region ein Zentrum der chemischen Industrie. Im sogenannten mitteldeutschen Chemiedreieck um die Städte Halle, Merseburg und Bitterfeld waren in den Leunawerken, den Bunawerken in Schkopau sowie den Werken der I.G. Farben in Bitterfeld zahlreiche wichtige Betriebe der Elektro-, Chlorchemie, Farben- und Fotochemie sowie Kunststoff- und Kunstfaserchemie konzentriert. Nachdem die DDR nach 1945 einen Großteil der Industrie verstaatlicht hatte, wurde dieser Schwerpunkt der chemischen Industrie weiter ausgebaut. Dabei wurde in den 1960er Jahren zusammen mit der Sowjetunion die ca. 6.000 km lange Erdölleitung Druschba (auf Deutsch Freundschaft) erbaut, um u. a. die chemische Industrie des Bezirks Halle von Nordrussland aus mit fossilem Erdöl zu versorgen.

### Nach der Wende
Nach der Wende und friedlichen Revolution in der DDR wurden die Leuna-Werke privatisiert und ein Großteil der Arbeitsplätze abgebaut. Als eines der privatwirtschaftlichen Nachfolgeunternehmen der alten Leuna-Werke, stellt heute die Total Raffinerie Mitteldeutschland Benzin, Heizöl  und Methanol her. Die Raffinerie stellt dabei einen der Hauptversorger von Sachsen, Sachsen-Anhalt und Thüringen mit Benzin und Diesel/Heizöl dar.

### Ukraine-Krieg 2022
Im Zuge des Russischen Überfalls auf die Ukraine 2022 werden durch die Staaten der Europäischen Union zahlreiche Sanktionen beraten, u. a. ein Öl- und Gasembargo. Innerhalb Deutschland sind davon vor allem die Raffinerie in Schwedt sowie die Total Raffinerie Mitteldeutschland betroffen, die beide weite Teile Ostdeutschlands mit Benzin und Heizöl versorgen und ihre Rohstoffe fast ausschließlich aus dem Leitungssystem Druschba entnehmen. Die Raffinerie möchte ab Ende 2022 auf russisches Öl verzichten.

## Website
- Website